# Madonna col Bambino (Giovanni Bellini Roma)
La Madonna col Bambino è un dipinto a olio su tavola (50x41 cm) di Giovanni Bellini, databile al 1510 circa e conservato nella Galleria Borghese di Roma.

## Storia
Quando il maestro dipinse l'opera aveva circa ottant'anni ed era già affermato come uno degli artisti di maggior prestigio del Rinascimento veneziano, capace di aggiornarsi continuamente alle ultime tendenze. 
L'opera viene in genere confrontata con la Madonna col Bambino di Brera del 1510, la Madonna del Prato del 1505 circa e la Madonna col Bambino di Detroit del 1509.

## Descrizione e stile
La figura monumentale di Maria assisa in trono campeggia sul paesaggio al di qua di una tenda verde, con il Bambino seduto su un suo ginocchio oltre una balaustra in primo piano dove si trova appeso un cartiglio con la firma dell'artista. Secondo alcuni, come la Olivari, l'opera è l'ultima Madonna col Bambino di Bellini pienamente autografa, mentre più isolatamente Heinemann Dussler la riteneva opera di bottega. 
Prove dell'autografia sarebbero le forme dilatate del gruppo sacro, con un allargamento curvilineo dei volumi e un'intensità cromatica, orientata ormai verso il tonalismo, tipica dell'ultima fase dell'artista. Madre e figlio non si guardano, ma il loro legame è sottolineato dall'intrecciarsi dei gesti, con Maria che non serra più a sé il bambino, ma lo porge quietamente all'adorazione dello spettatore. 
Sebbene manchi quella compenetrazione diretta tra soggetti sacri e sfondo, con recupero della tenda come inframezzo, il paesaggio è comunque impostato su valori atmosferici della pittura tonale, aggiornata alle novità di Giorgione. 
Il paesaggio, dalla calda luminosità, è punteggiato da alcune figurette ritratte minuziosamente, che derivano dalla tradizione tardogotica, imparata dal padre Jacopo. Tra i colli che si perdono in lontananza si vedono due contadini su una strada e una rocca. Il risultato è un paesaggio ordinato e unificato dalla luce dorata, che investe anche il gruppo sacro dando all'insieme unità e armonia.